# قرص مرن

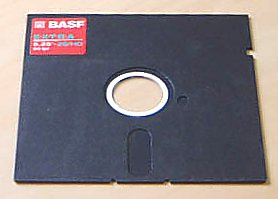
قرص مرن 5.25"

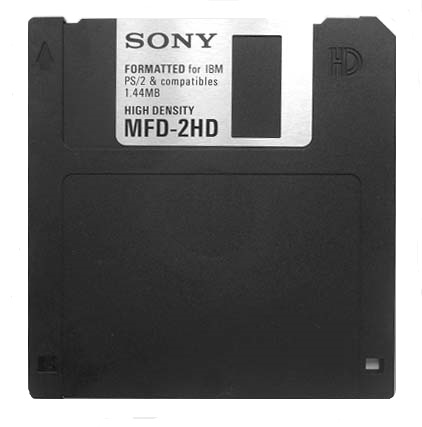
قرص مرن 3.25"

القرص المرن' أو القرص اللين أو القُرَيص هو وسيط لتخزين البيانات، يتألف من قطعة دائرية رفيعة مرنة (من هنا جاء الاسم) من مادة مغناطيسية مغلفة ضمن حافظة بلاستيكية مربعة أو دائرية. تتم قراءة وكتابة البيانات إلى القرص المرن باستخدام سواقة أقراص مرنة.
كانت الأقراص المرنة شائعة الاستخدام في الثمانينات والتسعينات، خاصة مع الحواسيب المنزلية، كـ ابل 2، وماكنتوش وكومودور 64 وحواسيب اي بي ام المنزلية، لتوزيع البرامج وتبادل البيانات وأخذ النسخ الاحتياطية. قبل اختراع الأقراص الصلبة، كانت الأقراص المرنة تستخدم لتخزين نظام تشغيل وبرامج الحاسوب المنزلي أيضا، حيث أن نواة العديد من أنظمة التشغيل في ذلك الوقت كانت تخزن على ذاكرة القراءة فقط ( ROM ) ، أما نظام التعامل مع الأقراص فيخزن على أقراص مرنة، كنظام التشغيل دوس.
في بدايات التسعينات، ونتيجة لتزايد حجم البرامج، كانت الكثير من البرامج توزع على مجموعة من الأقراص المرنة، حتى نهاية التسعينات حيث بدأ منتجو البرامج باستخدام الأقراص الليزرية. كما أن انتشار الإنترنت بشكل واسع أدى إلى استخدام أجهزة تخزين ونقل بيانات أخرى ذات سعات أكبر، كايثرنت وسواقات اليو إس بي. مما أدى إلى تضاؤل استخدام الأقراص المرنة.
على الرغم من ذلك، تابع مصنعو الحواسيب الإبقاء على سواقات الأقراص المرنة في الحواسيب التي يبيعونها، للمحافظة على التوافقية مع الأجهزة القديمة، ولانه من المضمون أن تعمل سواقة الأقراص المرنة دون الحاجة لبرنامج قيادة.
تصنف الأقراص المرنة دائما بوحدة الإنش، حتى في البلاد التي تستخدم نظام الواحدات القياسي.

## مبدأ العمل

### البنية
1. الواقي من الكتابة
2. القرص الحامل
3. الواقي المتحرك
4. الغلاف الخارجي
5. قرص من ورق أو قماش ناعم
6. القرص المغنطيسي مقسم إلى مسارات
7. مقطع من مسار

- الواقي من الكتابة - القرص الحامل - الواقي المتحرك - الغلاف الخارجي - قرص من ورق أو قماش ناعم - القرص المغنطيسي مقسم إلى مسارات - مقطع من مسار

للأقراص المرنة نفس بنية الأقراص الصلبة. يتميز القرص المرن بتكونه من قرص واحد (بوجه واحد أو وجهين). مقسم إلى مجموعة من الدوائر بنفس المركز متباعدة بمسافة متساوية تسمى مسارات. ترقيم المسارات يبدأ من مركز القرص إلى حوافه، يختلف عددها من قرص مرن لأخر.
كل مسار مقسم بدوره إلى مقاطع بنفس السعة، قد يكون عددها متساويا (مثل ما هو الحال مع سواقات PC وبسعة 512 بايت) أو متغيرا حسب طول المسار (مثل ما هو الحال مع سواقات Macintosh) لرفع طاقة تخزينها. ويمثل المقطع أصغر جزء يمكن قرأته من القرص.
لحساب سعة قرص مرن، نقوم بالعملية التالية:
سعة القرص = عدد الأوجه × عدد المسارات × عدد المقاطع بمسار واحد × سعة المقطع

### ميزات الأقراص المرنة
| النوع        | السواقة | عدد المقاطع بالمسار الواحد | عدد المسارات بالوجه الواحد | السعة              | سرعة النقل        |
| ------------ | ------- | -------------------------- | -------------------------- | ------------------ | ----------------- |
| كثافة مضاعفة | PC/XT   | 8                          | 40                         | 160 أو 320 ك، بايت | 250 ك، بايت/ثانية |
| كثافة مضاعفة | PC/XT   | 9                          | 40                         | 180 أو 360 ك.بايت  | 250 ك.بايت/ثانية  |
| كثافة عالية  | AT      | 15                         | 80                         | 1,2 م.بايت         | 500 ك.بايت/ثانية  |

| النوع           | السواقة | عدد المقاطع بالمسار الواحد | عدد المسارات بالوجه الواحد | السعة       | سرعة النقل       |
| --------------- | ------- | -------------------------- | -------------------------- | ----------- | ---------------- |
| كثافة مضاعفة    | PC/XT   | 9                          | 80                         | 720 ك.بايت  | 250 ك.بايت       |
| كثافة عالية     | AT      | 18                         | 80                         | 1,44 م.بايت | 500 ك.بايت/ثانية |
| كثافة عالية جدا | AT      | 36                         | 80                         | 2,88 م.بايت | 1 م.بايت/ثانية   |

### التنظيم المنطقي
1. مقطع الإقلاع (Boot): وهو أول مقطع من المسار الأول (المسار رقم 0) من الوجه الأول، ويحتوي هذا المقطع على بيانات عن نوع الوسيط (ميديا)، رقمه التسلسلي، عدد المقاطع في المسار الواحد،

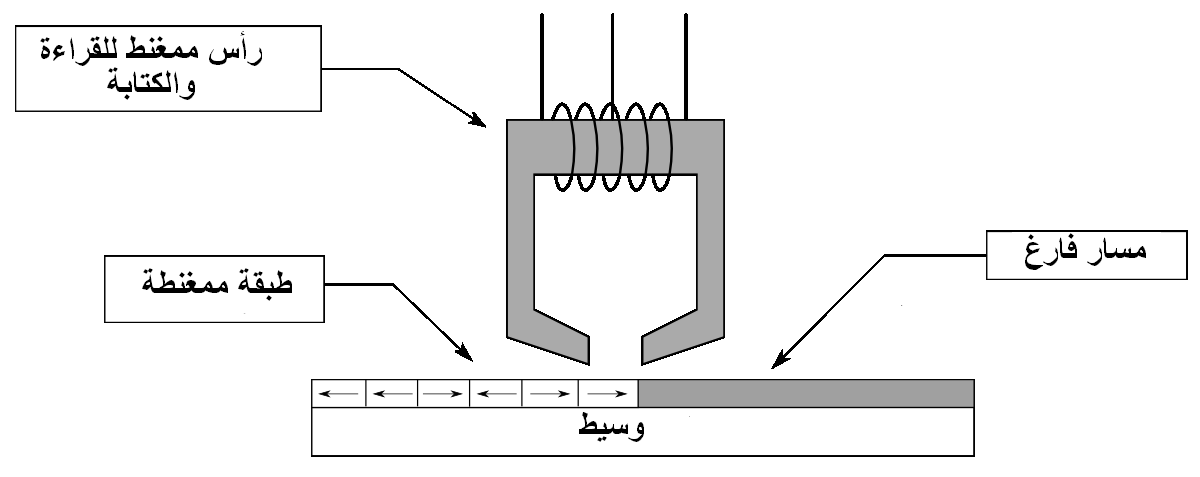
شرح لمبدأ التخزين

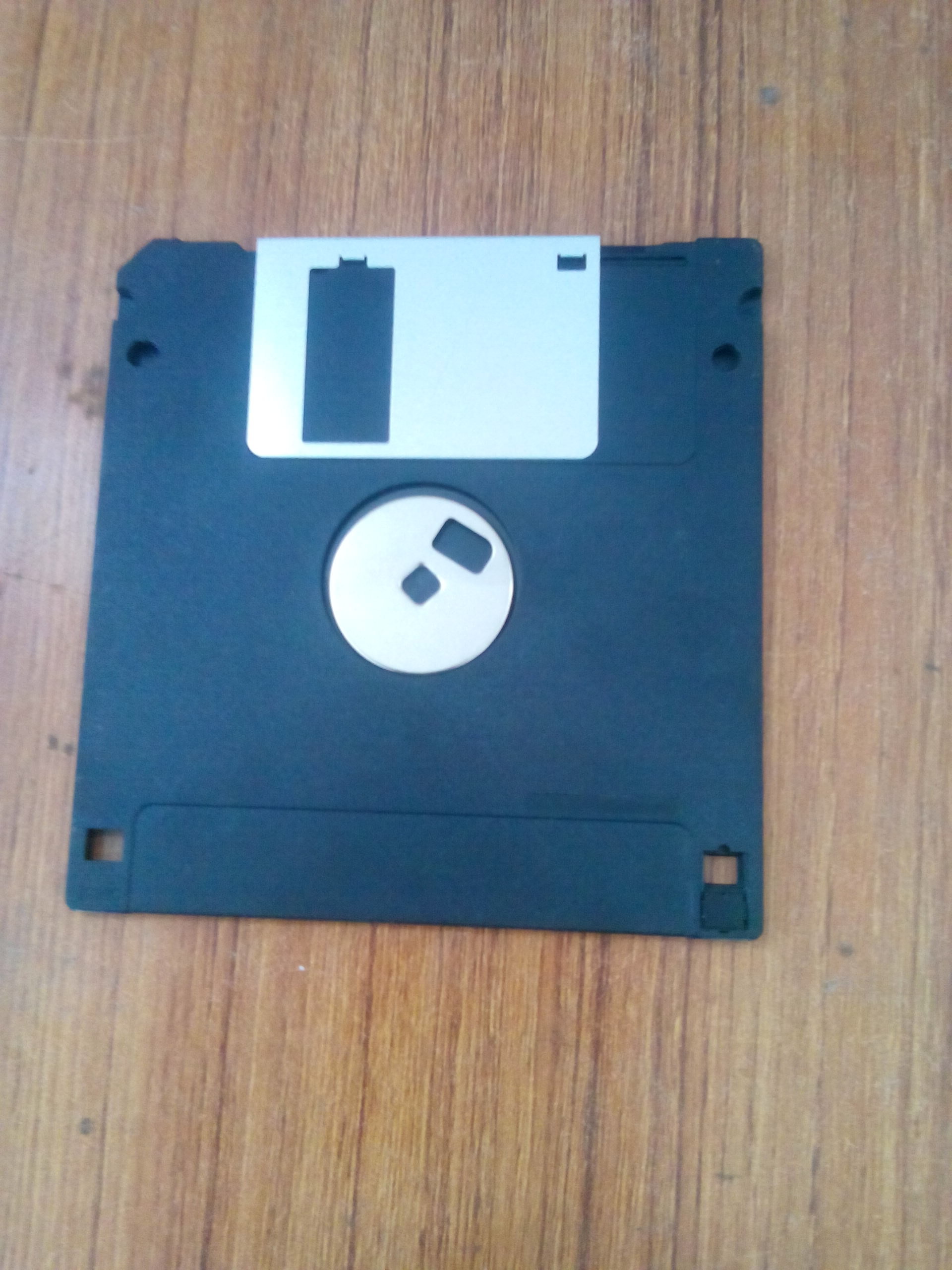
قرص مرن حجم 3.5 انج

## خلفية تاريخية

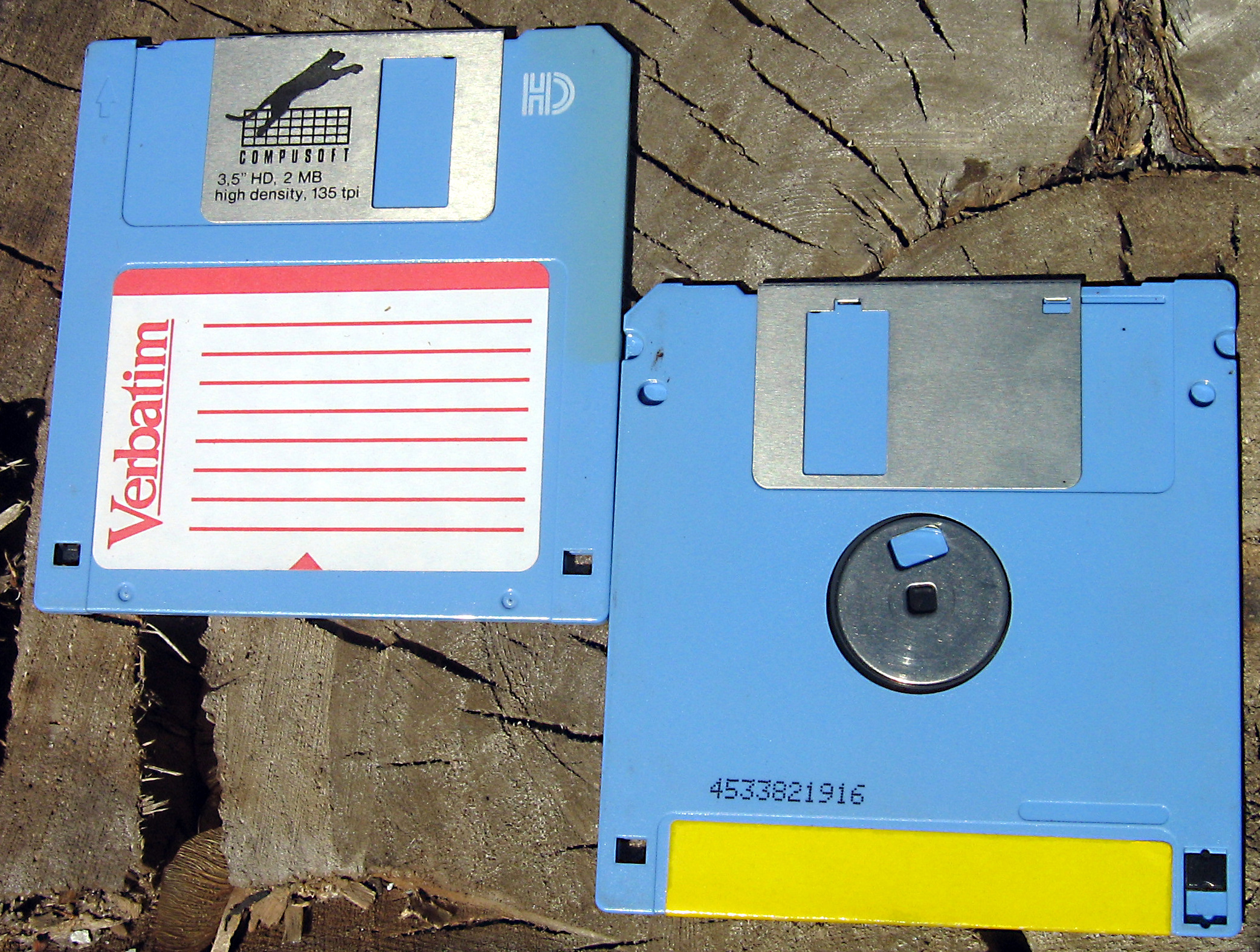
قرص مرن

### البدايات، القرص المرن 8
اعطت شركة أي بي ام قسم تطوير التخزين مهمة تطوير جهاز لتخزين البيانات على ان يكون رخيص الثمن في عام 1967، وذلك لاستخدامه في تحميل البرامج إلى مزوداتها ذات الرقم 370، حيث ان تلك المزودات كانت أول مزودات تستخدم ذاكرة انصاف النواقل التي تتطلب إعادة تحميل البيانات بعد قطع التيار الكهربائي واعادته، تضمنت تلك المزودات سواقات اشرطة، الا انها كانت بطيئة وكبيرة. كما أن أي بي ام احتاجت لوسيلة لارسال التحديثات للزبائن دون أن تكلف أكثر من 5 دولارات.
أول النتائج كان قرص مرن بقياس 8" للقراءة فقط، بسعة 80 كيلوبايت، في البدية، استخدم القرص وحده، ولكن وبعد أن أصبح الغبار مشكلة عند التعامل مع القرص، تم تغليفه بمادة بلاستيكية. وأصبح الجهاز الجديد جزءا قياسيا من المزود 370 في عام 1971.
في العام 1973، اطلقت أي بي ام اصدارا جديدا من القرص المرن، وذلك ضمن نظام المعلومات 3740، استخدم النظام الجديد القرص نفسه لتخزين 256 كيلوبايت بهيئة أخرى، وكان قابلا للقراءة والكتابة. أصبحت هذه الأجهزة شائعة الاستخدام، وخاصة في نقل حجوم صغيرة من البيانات.
عند ظهور الحواسيب الشخصية، وجدت الأقراص المرنة 8" مكانا مناسبا لها، كوسيلة سريعة لتخزين البيانات في ذلك الوقت.
لاحقا في عام 1973 تم تطوير نظام اقراص مرنة قادر على تخزين 800 كيلوبايت.

### القرص المرن 5.25
كانت مشكلة الأقراص 8«انها كبيرة جدا للاستخدام مع أجهزة تحرير النصوص، نتيجة لذلك تم تطوير قرص مرن بقياس 5.25»، وكان قادرا على تخزين 110 كيلوبايت.
تميزت الأقراص 5.25«بكونها ارخص من اقراص 8»، فبدأت بالظهور مع الحواسيب. في عام 1978 كان هناك 10 مصنعين للاقراص المرنة 5.25«، وتمكنت هذه الأقراص من الحلول مكان الأقراص 8».
في البداية، كانت السواقات قادرة على الكتابة على جهة واحدة من القرص، وكان من الممكن استخدام الوجه الآخر عن طريق قلب القرص، إلى ان ظهرت السواقات القادرة على استخدام الوجهين عام 1978، مما أدى إلى مضاعفة السعة التخزينية.
في السبعينات والثمانينات كانت هذه الأقراص الوسيلة الرئيسية للتخزين في الحواسيب الشخصية التي لم تحتو على قرص صلب، وكان نظام التشغيل يحمل من قرص مرن.
في الثمانينات، تطورت سعة التخزين من 360 إلى 720 كيلوبايت، ومن ثم إلى 1.2 ميغابايت. في ذلك الوقت كان سعة الأقراص الصلبة تتراوح بين 10 و 20 ميغابايت، فاعتبرت الأقراص المرنة ذات سعة كبيرة جدا.
في اخر الثمانينات، أصبحت اقراص 3.5" أكثر انتشارا من اقراص 5.25"، إلى ان حلت مكانها تماما في منتصف التسعينات، لتصبح اقراص 3.5" هي المسيطرة.